# Unai Iturriaga
Unai Iturriaga Zugaza-Artaza (Durango, Biscaia, 1974 -) és un bertsolari i escriptor en èuscar.

## Obra
- "Berandu da gelditzeko". Susa, 1999.